# La Barranca Norte
La Barranca Norte är en ort i Mexiko.   Den ligger i kommunen Venado och delstaten San Luis Potosí, i den centrala delen av landet, 400 km nordväst om huvudstaden Mexico City. La Barranca Norte ligger 1 821 meter över havet och antalet invånare är 112.
Terrängen runt La Barranca Norte är platt åt sydost, men åt nordväst är den kuperad. Runt La Barranca Norte är det glesbefolkat, med 10 invånare per kvadratkilometer. Närmaste större samhälle är Charcas, 19,2 km norr om La Barranca Norte. Omgivningarna runt La Barranca Norte är i huvudsak ett öppet busklandskap.